# Алексеенко, Даниил Сергеевич
Даниил Сергеевич Алексеенко (англ. Daniil Alekseenko, род. 2 декабря 1977 года, Владивосток)  оперный певец (баритон).

## Биография
Родился 2 декабря 1977 года во Владивостоке. В 1992 году окончил Московскую музыкальную школу имени Гнесиных, в 1997 году — Академическое музыкальное училище при Московской государственной консерватории имени П. И. Чайковского, в 2002 году — Московскую консерваторию по классу валторны. В 2006 году окончил Московскую консерваторию по классу оперного пения.
После окончания учёбы переехал в США, где позже получил гражданство.
Исполняет ведущие партии баритонового репертуара на сценах различных оперных театров в США и Европе.
Алексеенко является победителем нескольких международных конкурсов вокалистов, участником международных фестивалей «Очи чёрные» (Италия), Miami Classical Music Festival (США), Cantofest (Португалия), Immling Festival (Германия) и других.
В 2017 году выступал на церемонии вручения премии фонда Елены Образцовой.
В 2020—2021 годах был приглашённым исполнителем в «Новой опере».
В 2022 году дебютировал в роли Яго в опере «Отелло» в Хорватском национальном театре имени Ивана Зайца в Риеке. Затем исполнял эту же партию в Культурном и конференц-центре Ираклиона в Греции.

## Репертуар
- «Отелло» (Яго)
- «Пират» (Эрнесто)
- «Свадьба Фигаро» (Фигаро, Бартоло)
- «Джанни Скикки» (Джанни Скикки)
- «Богема» (Альсиндоро)
- «Мадам Баттерфляй» (Шарплесс)
- «Сказки Гофмана» (Линдорф, Коппелиус, Даппертутто, Миракль)
- «Волшебная флейта» (Зарастро)
- «Князь Игорь» (Князь Игорь)
- «Царская невеста» (Григорий Григорьевич Грязной)
- «Саломея» (Первый назаретянин)
- «Тоска» (Барон Скарпиа)
- «Ведьма» (Почтальон)
- «Пуритане»
- «Кармен»

## Признание

### Отзывы
Лоуренс Бадмен об исполнении Алексеенко роли Фигаро на Miami Music Festival: «Даниил Алексеенко доминировал на сцене в роли Фигаро. Бас-баритон Алексеенко, до мозга костей интриган, обладает глубиной и мощью, подходящими для самых низких нот роли. Его гулкий звук также может стать учтивым и мягким. Ария Фигаро в четвёртом акте „Aprite un po’quegli occhi“ была исполнена тонко, скорее как внутреннее размышление, чем как демонстрация вокала. Его химия и взаимопонимание с Сюзанной Сары Лоу вызывали особое восхищение на протяжении всего спектакля».
Елена Лабус Бачич об исполнении Алексеенко роли Яго в Хорватском национальном театре имени Ивана Зайца: «Даниил Алексеенко был дьявольским Яго, интерпретирующим „Credo“ с большим участием. Обладая мощным бархатистым голосом, он эффективно выдавал себя за человека, полностью осознающего зло, которое он делает, но абсолютно лишенного каких-либо угрызений совести».

### Награды
- 2007 — Полуфиналист Международного конкурса имени П. И. Чайковского[16].
- 2017 — Медаль Верди от правительства Монтекатини-Терме, Италия.